# Sudershausen
Sudershausen ist ein Ortsteil des Fleckens Nörten-Hardenberg im Landkreis Northeim im deutschen Bundesland Niedersachsen.

## Geographische Lage
Sudershausen liegt 7 km östlich des Kernbereichs von Nörten-Hardenberg im Tal des Beverbachs. Der Ort ist auf allen Seiten vom Landschaftsschutzgebiet Westerhöfer Bergland – Langfast umgeben.

## Geschichte
Die erste schriftliche Erwähnung Sudershausens wird unterschiedlich angegeben. Ein Beleg aus dem Jahr 1055 wird aus verschiedenen Abschriften des 16. Jahrhunderts als Suirigeshusen, Siwerigeshusen, Suiriggeshusen, Schuirigeshusen oder Suershusen gelesen und wegen der Ähnlichkeit mit dem heutigen Ortsnamen in einigen Werken auf Schwiegershausen bezogen. Die miterwähnten Orte sowie die anderen frühen Namensformen Sudershausens (Suwerikeshusen 1290, Suwericheshusin 1300, Suwerkeshusen 14. und 15. Jahrhundert) und Schwiegershausens (Schwithardeshusen 1141, Svidherhusen um 1250, Suidershausen 1252 und 1263) sprechen dagegen für eine Zuordnung zu Sudershausen.
Sudershausen befand sich spätestens seit dem 13. Jahrhundert im Besitz der Herren von Hardenberg, welche auf der westlich des Ortes gelegenen Burg Hardenberg ihren Stammsitz hatten. Um 1500 verkaufte Diederich von Hardenberg seinen Anteil des Ortes mit Gericht, Vogtei und aller Gerechtigkeit an Mannen und Gütern sowie die Hälfte des Heidenholzes Sudershausens für 20 Rheinische Gulden, 10 Malter Hafer und 2 Malter Roggen an das Kloster Katlenburg auf Wiederkauf. Der Verkauf scheint jedoch nicht lange bestanden zu haben. Ab Mitte des 16. Jahrhunderts lässt sich mit Jacob Rietmann ein lutherischer Prediger in Suderhausen nachweisen und damit die Zugehörigkeit des Dorfes zum evangelischen Glauben belegen. Rietmann starb 1599, zuvor versuchten die Hardenberger jedoch einer für das Jahr 1588 angeordneten Kirchenvisitation aus dem Weg zu gehen, indem sie den Prediger Sudheims für jenen aus Sudershausen ausgaben. Dies geschah aus dem Grund, dass die Hardenberger Sudershausen als ein Filial von Unterbillingshausen betrachteten, wo der Prediger einst gelebt hat. Da Unterbillingshausen wiederum ein Mainzisches Pfanddorf war, sahen die Hardenberger Kurmainz in der Verantwortung für Sudershausen stehen.
Im 19. Jahrhundert, im Rahmen der Neuordnungen unter dem Königreich Westphalen, wurde Sudershausen dem Departement der Leine eingegliedert, in welchem es ein Teil des Distrikt Göttingen war. Als lutherisches Pfarrdorf unterstand es dem Kanton Nörten und besaß um das Jahr 1813 etwa 445 Einwohner und 87 Häuser. Zur Mitte des 19. Jahrhunderts, herausgelöst aus dem aufgelösten Westphälischen Königreich, unterstand es dem Gericht Hardenberg und konnte seine Einwohnerzahl auf 543 Personen steigern, die in 92 Häusern wohnten.
Am 1. März 1974 wurde Sudershausen in den Flecken Nörten-Hardenberg eingegliedert.

## Kirche St. Johannis

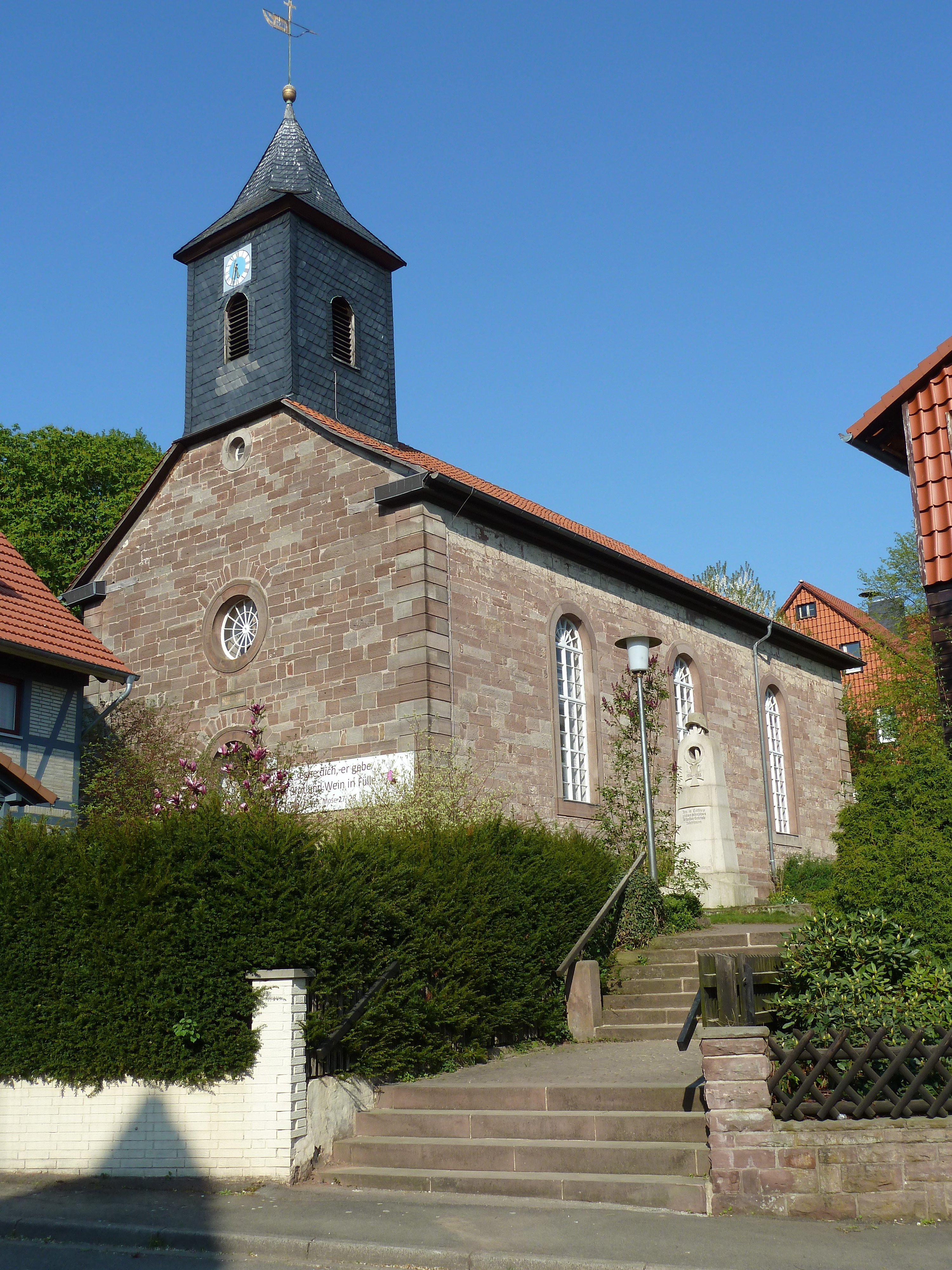
Kirche St. Johannis

Die evangelisch-lutherische Kirche St. Johannis liegt markant auf einer Anhöhe im Ort Sudershausen. Es handelt sich um einen schlichten Rechteckbau aus Buntsandstein, der laut Inschrift über dem westlichen Eingang 1852 errichtet wurde. Die quaderförmigen Steine der Wände weisen eine nur rau behauene Oberfläche auf, lediglich die Eckquader sowie die Fenster- und Türgewände sind glatt bearbeitet. An den Längsseiten sind je drei hohe Rundbogenfenster vorhanden, an den Schmalseiten je eine mittig angeordnete Tür und ein darüberliegendes Rundfenster. Im Westen ist ein schmaler verschieferter Glockenturm mit Spitzhelm aufgesetzt, im Osten schließt das Satteldach des Kirchenschiffs mit einem Walm ab. Die St.-Johannis-Kirche gehört anders als die Kirchen des benachbarten Bishausen und Nörten zum Kirchenkreis Leine-Solling.

## Politik
Der Ortsrat in Sudershausen setzt sich aus neun Ratsfrauen und Ratsherren zusammen. Bei der Kommunalwahl 2021 ergab sich folgendes Ergebnis und folgende Sitzverteilung:
| Ortsrat 2021Insgesamt 9 Sitze - SPD: 5 - FBL: 1 - CDU: 3 | Ortsratswahl 2021Wahlbeteiligung: 73,44 % 706050403020100 60,80 %32,45 %6,76 % SPDCDUFBLcAnmerkungen:c Freie Bürgerliste Nörten-Hardenb. |

## Verkehr
Sudershausen liegt fernab des großen Verkehrs. Die A7 verläuft westlich, 7 km entfernt; die B 3 verläuft westlich, 6 km entfernt.

## Söhne und Töchter
- Johann Daniel Bütemeister (1661–1721), lutherischer Theologe